# U.S. Open Cup de 1991
A U.S. Open Cup de 1991 foi a 78ª temporada da competição futebolística mais antiga dos Estados Unidos. American Athletic Club Eagles entra na competição defendendo o título.
O campeão da competição foi o Brooklyn Italians, conquistando seu segundo título, e o vice campeão foi o Richardson Rockets.

## Participantes
| Entram na Primeira Fase |
| - Atlanta Datagraphic - Brooklyn Italians - Cambridge Faialense SC - Fairfax Spartans - Fatigue Tech - Fort Wayne Sport Club - Galveston NASA - Madison 56ers - New Mexico Chiles - Richardson Rockets - RWB Adria - San Jose Oaks - St. Louis Scott Gallagher - Strikers - Vereinigung Erzgebirge - Wichita Falls Fever |

## Confrontos
|  | Quartas-de-finais | Quartas-de-finais  | Quartas-de-finais |                    |       | Semifinais         | Semifinais | Semifinais |  |  | Final | Final | Final |  |
|  |                   |                    |                   |                    |       |                    |            |            |  |  |       |       |       |  |
|  | USASA             | Madison 56ers      | 4                 |                    |       |                    |            |            |  |  |       |       |       |  |
|  | USASA             | Madison 56ers      | 4                 |                    |       |                    |            |            |  |  |       |       |       |  |
|  | NSL               | RWB Adria          | 4                 |                    |       |                    |            |            |  |  |       |       |       |  |
|  | NSL               | RWB Adria          | 4                 |                    | NSL   | RWB Adria          | 0          |            |  |  |       |       |       |  |
|  |                   |                    |                   |                    | NSL   | RWB Adria          | 0          |            |  |  |       |       |       |  |
|  |                   |                    | NESSL             | Brooklyn Italians  | 1     |                    |            |            |  |  |       |       |       |  |
|  | NESSL             | Brooklyn Italians  | NESSL             | Brooklyn Italians  | 1     | 3                  |            |            |  |  |       |       |       |  |
|  | NESSL             | Brooklyn Italians  |                   |                    |       |                    |            |            |  |  |       |       |       |  |
|  | USASA             | Fairfax Spartans   | 0                 |                    |       |                    |            |            |  |  |       |       |       |  |
|  | USASA             | Fairfax Spartans   | 0                 |                    | NESSL | Brooklyn Italians  | 1          |            |  |  |       |       |       |  |
|  |                   |                    |                   |                    |       |                    |            |            |  |  |       |       |       |  |
|  |                   |                    | SISL              | Richardson Rockets | 0     |                    |            |            |  |  |       |       |       |  |
|  | SISL              | Richardson Rockets | SISL              | Richardson Rockets | 0     | 8                  |            |            |  |  |       |       |       |  |
|  | SISL              | Richardson Rockets |                   |                    |       |                    |            |            |  |  |       |       |       |  |
|  | USASA             | Galveston NASA     | 2                 |                    |       |                    |            |            |  |  |       |       |       |  |
|  | USASA             | Galveston NASA     | 2                 |                    | SISL  | Richardson Rockets | 1          |            |  |  |       |       |       |  |
|  |                   |                    |                   |                    | SISL  | Richardson Rockets | 1          |            |  |  |       |       |       |  |
|  |                   |                    | SISL              | New Mexico Chiles  | 0     |                    |            |            |  |  |       |       |       |  |
|  | SISL              | New Mexico Chiles  | SISL              | New Mexico Chiles  | 0     | 5                  |            |            |  |  |       |       |       |  |
|  | SISL              | New Mexico Chiles  |                   |                    |       |                    |            |            |  |  |       |       |       |  |
|  | PL                | Strikers (CA)      | 0                 |                    |       |                    |            |            |  |  |       |       |       |  |

### Semifinais Regionais
- I Cambridge Faialense SC (MA) 1-3 Brooklyn Italians (NY)
- I Fairfax Spartans (VA) 5-0 Vereinigung Erzgebirge (PA)
- II RWB Adria (IL) W-L Fort Wayne SC (IN)
- II Madison 56ers (WI) 1-0 St. Louis Scott Gallagher (MO)
- III Richardson Rockets (TX) 2-0 Atlanta Datagraphic (GA)
- III Galveston NASA (TX) 2-0 Wichita Falls Fever (KS)
- IV Strikers (CA) 4-3 Fatigue Tech (WA)
- IV New Mexico Chiles (NM) 2-0 San Jose Oaks (CA)

### Finais Regionais
- I  Brooklyn Italians (NY) 3-0 Fairfax Spartans (VA)
- II Madison 56ers (WI)  4-4 RWB Adria (IL) (RWB avançou nos penaltis)
- III Richardson Rockets (TX) 8-2 FC Galveston NASA (TX)
- IV New Mexico Chiles (NM) 5-0 Strikers (CA)

### Semifinais
- Richardson Rockets  1-0 New Mexico Chiles
- RWB Adria 1-0 Brooklyn Italians (RWB Adria foi desclassificado)

### Final
- Brooklyn Italians 1-0 Richardson Rockets

## Premiação
| U.S. Open Cup de 1991                 |
| ------------------------------------- |
| BROOKLYN ITALIANS Campeão (2º título) |